# Reinhard Eiben
Reinhard Eiben, né le 4 décembre 1951 à Crossen, est un céiste allemand qui concourait pour la RDA.

## Biographie
Il commence la pratique du canoë sur la rivière Zwickauer Mulde, au sein du Zwickauer Kanu-Club, avant de rejoindre le SC DHfK Leipzig. Il est sélectionné pour la coupe du monde en 1973, et se classe treizième.
Reinhard Eiben participe aux Jeux olympiques de 1972, en canoë monoplace. C'est la première fois que des épreuves de slalom figurent au programme de canoë, aux Jeux olympiques. Il s'impose nettement devant le représentant de la RFA Reinhold Kauder, champion du monde en titre. Eiben s'empare du titre mondial l'année suivante.
Il prend également part à des compétitions en C-1 par équipe, remportant un titre mondial en 1977, aux côtés de Peter Massalski et Lutz Körner, ainsi que deux médailles d'argent en 1973 et 1975. Il met un terme à sa carrière sportive après le championnat du monde de 1977, où il n'a pu prendre que la huitième place en individuel.
Il travaille par la suite comme forgeron industriel dans la région de Leipzig, avant de s'installer dans le Schleswig-Holstein en 1989.